# Nobuyoshi Araki
Pour les articles homonymes, voir Araki.
Nobuyoshi Araki (荒木経惟, Araki Nobuyoshi), né le 25 mai 1940 à Tokyo, est un photographe japonais.
Artiste extrêmement prolifique, Araki a essentiellement diffusé son œuvre sous forme d'albums. Figure du monde des médias et de la culture au Japon, il a publié aussi de très nombreux essais et interviews. Il utilise régulièrement comme signature la graphie Arākī アラーキー qui évoque en japonais le mot « anarchie » (anākī).

## Biographie
Araki est né et a grandi dans quartier de Minowa dans la ville basse de Tokyo. Son père, Araki Chōtarō, est un petit artisan qui pratique la photographie en amateur.
Diplômé du département d'ingénierie de l'université de Chiba en 1963, avec une spécialisation en photo et mise en scène de cinéma, il commence sa carrière de photographe dans l'agence de publicité Dentsū. Dès 1964, il reçoit le prix Taiyō pour « Satchin », une série de photographies d'enfants. En 1971, il épouse Aoki Yōko. Dans la foulée, il publie à ses frais Voyage sentimental, qui documente, à mi-chemin entre réalité et fiction, son mariage et sa nuit de noces. En 1972, il quitte Dentsū et réalise plusieurs projets entre Mail art et performance.
En 1974, il fonde avec Masahisa Fukase, Shōmei Tōmatsu, Eikō Hosoe et Daidō Moriyama l’école de photographie Workshop.
En 1977, il quitte le quartier de son enfance pour s'installer à Komae dans la banlieue ouest de la capitale. En 1982, il déménage de nouveau pour Gōtokuji dans l'arrondissement de Setagaya où il réside depuis. En 1979, il se rend pour la première fois à New York pour une exposition, mais ce n'est qu'à partir de 1985 qu'il commence à exposer régulièrement à l'étranger. Entre 1988 et 1993, son travail fait l'objet de différentes mesures de police, la représentation des organes génitaux et des poils pubiens étant alors considérée comme « obscène » au sens de la loi japonaise. Les différentes polémiques qui ont suivi ont contribué à une application plus tolérante de la loi dans le cas des productions artistiques et du porno soft.
En 1990, son épouse Yōko meurt d'un cancer de l'utérus. Ce drame personnel confère à son travail une noirceur qui restera sensible pendant plusieurs années.
En 2006, plusieurs cocktails molotov sont lancés sur le musée de la photographie à Charleroi (Belgique) où est alors accroché un nu du photographe.
En 2010, Araki annonce qu'il est atteint d'un cancer de la prostate.

## Analyse de l'œuvre
Les thèmes des photographies de Araki sont avant tout Tokyo, le sexe et la mort. Araki considère que la photographie est liée au sexe et à la mort, deux pulsions qui sont pour lui inséparables. Il photographie aussi beaucoup de femmes nues, à commencer par son épouse. Pour lui, la nudité est dans le portrait et non dans le corps. Pour Marie Parra-Aledo, « La notion de pudeur et de pornographie ne sont pas les mêmes au Japon et en Occident, montrer ses sentiments peut être plus provoquant que d'exhiber des représentations de bondages [ … ] Avec des styles et à des époques différentes les errances dans les rues chaudes de Tokyo d'un  Nobuyoshi Araki , d'un Daidō Moriyama ou d'un Tadashi Yamaneko sont caractéristiques de cette tendance. »
Araki photographie aussi des fleurs, métaphore du sexe féminin. Dans son ouvrage Love Hotel, paru en 2004, il expose les situations qui l'ont poussé à photographier des femmes nues.
Beaucoup de ses photographies sont datées, manière de signifier une adhérence de la photographie au présent qu'elle documente. Mais Araki sait aussi brouiller cette relation de la photographie à un présent-passé, par exemple en trichant sur les dates.
Ses travaux lui ont apporté une grande notoriété auprès du public japonais et international : ses photos sont la plupart du temps accompagnées de textes sur le mode d'un journal intime. Bien qu'Araki ait toujours contesté sa qualité d'artiste au sens romantique du terme, ses œuvres s'inscrivent dans l'art des avant-gardes de sa génération.
Araki a inauguré un genre de démarche photographique inédit, où l'objectif suit au plus près la vie de l'artiste dans une veine auto-fictive agencée avec une grande maîtrise. C'est, avant l'heure, une brèche dans ce médium originellement cloisonné, dont bien des photographes plasticiens ou des artistes contemporains suivront la trace à commencer par Sophie Calle, Nan Goldin ou Roman Opałka.

## Principaux albums
- センチメンタルな (Voyage sentimental), 1971
- 東京 (Tokyo), 1973
- 男と女の間には写真機がある (Entre l'homme et la femme, il y a un appareil photo), 1977
- 我が愛、陽子 (Yōko, mon amour), 1978
- 写真小説 (Roman-photo), 1981
- 写真劇場 東京エレジー (Théâtre-photographie : Élégie à Tokyo), 1981
- センチメンタルエロロマン 恋人たち (Éro-roman sentimental), 1982
- 私が写真だ (La photographie, c'est moi), 1982
- 新宿よ！(Shinjuku!), 1984
- 少女世界 (Un monde de filles), 1984
- 東京は、秋 (Tokyo, l'automne)
- アラーキーの東京色情日記 (Journal érotique d'Arākī à Tokyo), 1986
- 私小説 (Roman personnel), 1984
- 東京物語 (Histoires tokyoïtes), 1989
- 愛しのチロ (Chiro chéri), 1990
- センチメンタルな旅・冬の旅 (Voyage sentimental : voyage d'hiver), 1991
- 写狂人日記 (Journal d'un fou de photo), 1992
- エロトス (Erotos), 1993
- 猥褻写真 (Photographies obscènes), 1994
- A日記 (Le journal de A), 1995
- 花 Flowers: Life and Death (Fleurs : vie et mort), 1996
- 旅少女 (Jeunes filles en voyage), 1996
- 人妻エロス (L’Éros de la femme mariée), 1998-2005
- 男の顔面 (Visages d'hommes), 1999
- 彼岸にて (Sur l'autre rive), 2001
- チロ愛死 (Chiro, l'amour et la mort), 2010

## Principales expositions en France
- 1995 : Journal intime, Fondation Cartier pour l'art contemporain, Paris
- 2005 : Arakinema, Palais de Tokyo, Paris
- 2012 : Au bonheur des fleurs, photos de Nobuyoshi Araki, Denis Brihat, Paul den Hollander (nl), Lee Friedlander, Gérard Traquandi, du 13 juillet 2012 au 21 octobre 2012, Pavillon populaire, Montpellier
- 2016 : Araki, Musée Guimet, Paris